# Stürmische Jugend
Stürmische Jugend oder auch Teufel im Leib (Originaltitel: Le Diable au corps) ist ein französisches Liebesdrama unter Regie von Claude Autant-Lara aus dem Jahr 1947. Es basiert auf dem Roman Den Teufel im Leib des französischen Schriftstellers Raymond Radiguet. Wie bereits seine Vorlage löste der Film wegen seines riskanten Inhaltes einen Skandal aus, dennoch erhielt das Werk auch international viele positive Kritiken.

## Handlung
Frankreich, ein Vorort von Paris während des Ersten Weltkrieges: Marthe Grangier, eine schöne Frau in ihren Zwanzigern, arbeitet als Schwester in einem Militärkrankenhaus. Eigentlich kann Marthe diese nervenaufreibende Tätigkeit nur mit großer Überwindung ausüben, doch ihre dominante Mutter besteht darauf. Eines Tages lernt Marthe den minderjährigen François kennen, der auf das benachbarte Gymnasium geht und sich sehr zu ihr hingezogen fühlt. François, für sein Alter ungewöhnlich selbstbewusst, rät Marthe, sie solle doch ihre Arbeit im Krankenhaus lassen, wenn ihr die nicht gefiele. Als Marthe nach Paris fährt, um dort einige Besorgungen zu erledigen, folgt François ihr und kann sie für sich gewinnen. Auf der Rückfahrt mit dem Boot kommt es zu einem leidenschaftlichen Kuss, doch am Anleger warten bereits Marthes Mutter und ihr Verlobter, der auf Heimaturlaub befindliche Soldat Jacques. Marthe verabredet in aller Schnelle einen geheimen Treffpunkt mit François, wo sie die Situation klären wollen. Der Schüler erweist sich in seinem Verhalten jedoch als eifersüchtig, als er zufällig durch das Fenster beobachtet, wie Marthe mit ihrem Verlobten schläft. François überlegt in seinem Liebeskummer, ob er sich mit der Pistole seines Vaters das Leben nehmen solle. Sein Vater bemerkt den Kummer seines Sohnes und geht mit ihm zum vereinbarten Treffpunkt, wo Marthe auch zur Überraschung von François wartet. Er, immer noch enttäuscht, dass Marthe ihn mit ihrem Verlobten „betrogen“ hat, lässt sie aber stehen.
Damit sein Sohn den Liebeskummer vergessen kann, schickt der Vater François für einige Monate aufs Land. Als er wiederkommt, ist Marthe inzwischen die lieblose, aber als solide geltende Ehe mit Jacques eingegangen. Jacques ist jedoch mittlerweile wieder an der Front und Marthe ist einsam. François kehrt bald darauf in das Leben von Marthe zurück, und die lässt sich erneut auf eine Beziehung ein. Beide sind glücklich, auch wenn die Nachbarn lästern und es hin und wieder Streitigkeiten gibt. Marthe wird schwanger von François, die beiden träumen von einer gemeinsamen Familie. Sie beantwortet nicht mehr die Briefe von Jacques, und als ein Soldatenzug mit ihrem Ehemann kurz am Bahnhof der Stadt anhält, wartet Marthe nicht auf ihn. Doch am Ende bringt sie es nicht fertig, ihrem Mann ihre Untreue und das Ende der Ehe zu gestehen. Doch auch François erweist sich als zu unbeständig für eine dauerhafte Beziehung mit Marthe. Der Gesundheitszustand der Schwangeren leidet zusehends unter ihren privaten Problemen. Als Marthes Mutter sie per Zug zu Verwandten schicken will, schleicht sich François heimlich in den Zug. Er und seine Geliebte verbringen einen frohen Abend in Paris, doch schließlich bricht Marthe entkräftet zusammen. Am Ende stirbt Marthe kurz nach der Geburt des Kindes.
Der Großteil des Filmes wird als Rückblende von Marthes Beerdigung gezeigt, die mitten im Freudentaumel über das soeben verkündete Kriegsende stattfindet.

## Hintergrund
Der junge Schriftsteller Raymond Radiguet hatte seinen teilweise autobiografischen Roman 1923 veröffentlicht und war nur wenige Monate später mit 20 Jahren gestorben. Schon bei seiner Veröffentlichung löste Radiguets Roman einen Skandal aus: Eine verheiratete Frau, deren Mann sein Leben an der Front riskierte, führt eine leidenschaftliche Affäre mit einem minderjährigen Schüler. Der Roman wurde teilweise als Beleidigung der Frontsoldaten aufgefasst, die Beziehung zwischen François und Marthe brach einige Tabus. Auch diese erste Verfilmung des Romans löste 1947 in Frankreich einen erneuten Skandal aus. Radiguets Roman wurde später noch mehrmals neuverfilmt: 1986 vom italienischen Regisseur Marco Bellocchio unter dem Titel Il diavolo in corpo; 1989 als australischer Fernsehfilm Devil in the Flesh von Scott Murray; 1992 in Frankreich als Fernsehfilm Le Diable au corps unter der Regie von Gérard Vergez.
Die Rolle des frühreifen Schülers brachte Gérard Philipe, der zuvor beim Film nur einige Nebenrollen gespielt hatte, den Durchbruch zum Filmstar. Obwohl es für die Handlung wesentlich ist, dass Marthe einige Jahre älter als François ist, war Micheline Presle nur vier Monate älter als ihr Filmpartner Gérard Philipe. Der legendäre Komiker Jacques Tati übernahm auf Wunsch seines Freundes, des Regisseurs Claude Autant-Lara, eine kleine Nebenrolle: Er spielte den Militäroffizier in der Bar, in der die schwangere Marthe am Ende des Films zusammenbricht.

## Rezeption
Bei seiner Veröffentlichung 1947 löste der Film, ebenso wie seine Romanvorlage 24 Jahre zuvor, teilweise heftige Kontroversen aus. Teilweise gab es Forderungen, den Film zu verbieten. Der Spiegel war zwar von der filmischen Umsetzung überzeugt, der Film sei „mit allem künstlerischen Raffinement“ ausgestattet – die Liebesbeziehung sei aber eine „schuldhafte Verstrickung“. Weiter heißt es: „Was die Zufälligkeiten der Umstände und die Tiefe der Leidenschaft anbelangt, so wirkt dieser Roman, von Kamera und Dialog aufs wohlwollendste motiviert, in seiner realistischen Interpretation menschlich und überzeugend. Aber es steht auf einem anderen Blatt, ob man ihn als ethisch bezeichnen darf.“
Insgesamt erhielt der Film jedoch weitgehend gute Kritiken und fand auch internationale Anerkennung: Das amerikanische National Board of Review wählte Stürmische Jugend etwa auf Platz 5 der besten Filme des Jahres. Beim italienischen Filmpreis Nastro d’Argento wurde Stürmische Jugend in der Kategorie Bester nichtitalienischer Film ausgezeichnet. Der amerikanische Kritiker Bosley Crowther schrieb, beispielhaft für viele positive Kritiken, in der New York Times: „Die außergewöhnlich ehrliche und verständnisvolle Betrachtung einer tragischen Liebesbeziehung zwischen einem 17-jährigen französischen Schüler und der Frau eines Soldaten während des Ersten Weltkrieges wird wunderschön und zärtlich erreicht in einem äußerst formidablen, neuen Film aus Frankreich.“ Auch die beiden Hauptdarsteller würden in ihren Rollen sehr überzeugen. Insgesamt, so Crowther, sei es vielleicht der beste französische Film seit einigen Jahren.
Das Lexikon des internationalen Films zeigte sich mit dem Abstand vieler Jahrzehnte überzeugt: „Raymond Radiguets 1923 erschienener Roman, ein Skandalon für die damalige Zeit, ist eine sehr sinnliche Anklage gegen den Krieg, die Claude Autant-Lara stilsicher und überzeugend verfilmt hat. Der Film dürfte der wohl beste und in sich geschlossenste des Regisseurs sein.“ Cinema urteilte knapp, aber positiv: „40er-Skandalfilm, sinnlich und berührend“.